# Ars antiqua

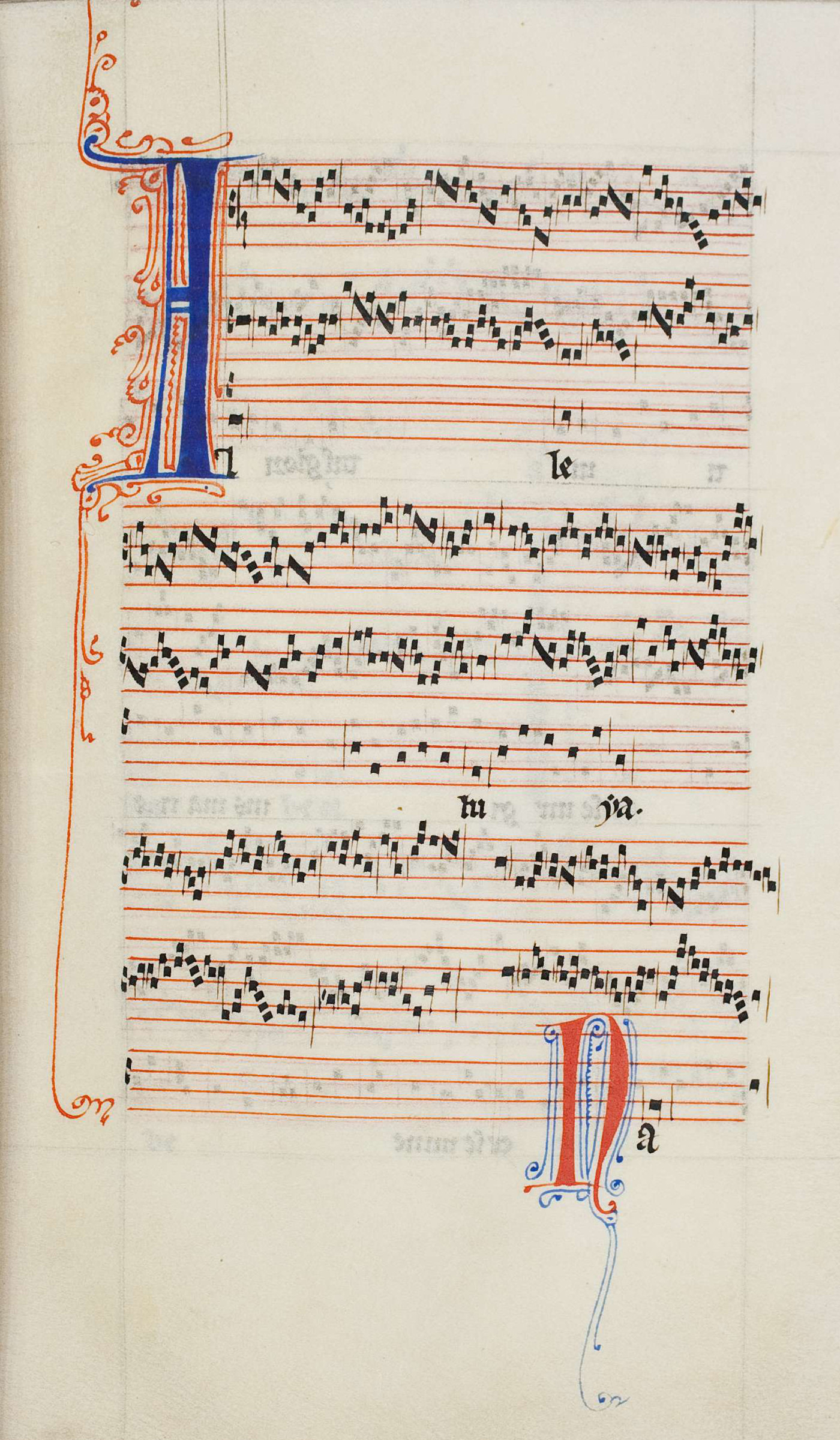
Pérotin a jeho Alleluia nativitas ve třetím rytmickém modu

Ars antiqua („staré umění“) je termín, který moderní vědci používají pro označení středověké hudby v Evropě v období vrcholného středověku, přibližně mezi lety 1170 a 1310. Zahrnuje období polyfonie Notredamské školy (používání více souběžných, na sobě nezávislých melodických linek) a následující léta, kdy se začalo rozvíjet moteto, velmi rozmanitá sborová hudební skladba. V období Ars antiqua se prudce rozvíjí rytmus a notace, vzniká menzurální notace. Obvykle se termín ars antiqua omezuje na duchovní nebo polyfonní hudbu, s výjimkou světských (nenáboženských) jednohlasých písní trubadúrů a trubadúrek. Někdy se však termín ars antiqua používá volněji a označuje veškerou evropskou hudbu třináctého století a o něco dříve. Termín ars antiqua se používá v protikladu k ars nova (ve významu "nové umění", "nová technika" nebo "nový styl"), který označuje období hudební styl přibližně mezi lety 1310 a 1375.
Základem systému se stalo ternární dělení (na tři díly) rytmických hodnot longa a také brevis, která se nyní dělila na tři semibreves. Základem metrického členění hudby se stal menzurální takt (perfectio) v rozměru perfektní (třídobé) longy. Tím se pozměnila i harmonická pravidla: konsonance byla požadována na začátku každého taktu. Ustálila se nová klasifikace konsonancí na „dokonale“ (prima, oktáva), „prostřední“ (kvinta, kvarta – ta však už nebývá používána mezi spodními hlasy) a „nedokonalé“ (obě tercie); obdobná je klasifikace disonancí (např. velká sexta je „nedokonalá“, malá sexta je „prostřední“ disonance). Tyto inovace byly odrazem zvýšené péče o libozvučnost vícehlasu a o rytmické rozlišování jednotlivých hlasů.
Největšímu zájmu hudebníků se těšilo moteto. Repertoár se rozšiřoval díky neustále novým textovým úpravám i obměnám hudby starších klauzul. Postupně převládly francouzské světské texty, některá moteta citovala refrény truvérských písní. Dosti typické však bylo i užití smíšených textů, jejichž náměty byly v určitém symbolickém smyslu obdobné (např. latinský duchovní text o P. Marii a francouzský text o „krásné paní“). V tenoru byly stále – až na skrovné výjimky – užívány rytmizované úseky chorálních melodií. Tenor byl hrán na nástroj, vrchní hlasy využívaly zpěvu i nástrojů ad libitum. Naprostá většina skladeb byla tradována anonymně; kolem roku 1300 přinesl zajímavé rytmické zvláštnosti Petrus de Cruce.

## Formy
Formální svět Ars antiqua se vyznačuje (vedle stále pěstované jednohlasé světské písně a tance; trouvères) neslýchaným rozmachem moteta, které nahradilo organum jako skutečný nositel hlavního vývoje, existencí rondeau, poměrně rychlým zánikem konductusu a jediným tradičním pěstováním organum. V praxi stále zaujímá největší prostor jednohlas se zpěvem a chorálem.
Významní teoretici: Franko Kolínský, Lambertus Pseudo-Aristotelés, Petrus de Cruce, Walter Odington.
Hlavními žánry této epochy jsou organum, konductus, moteto a hoquetus.
Organum se stále zpívá, ale tvorba nové hudby stagnuje. Conduktus je velmi oblíbený, ale postupně je nahrazován motetem. Základem duchovních (křesťanských) dirigentských skladeb jsou často světské písně. Moteto je hlavním žánrem Ars antiqua a zároveň prostorem pro experimenty a inovace. Z hlediska kompoziční techniky se hoquetus vrací ke škole Notre Dame.

## Hudební druhy epochy ars antiqua
- Organum
- Konduktus
- Moteto
- Hoquetus
- Rondeau

## Hudební skladatelé
Mezi skladatele hudebního období Ars Antiqua patří:  
- Johannes de Garlandia, asi 1195-1272
- Franko Kolínský (ars mensurabilis, cca 1280)
- Hieronymus de Moravia, 2. polovina 13. století
- Adam de la Halle, asi 1237-1287
- Petrus de Cruce, 2. polovina 13. století
- Jakub z Lutychu, asi 1260-1330